# Sfida finale
Sfida finale (Original Gangstas) è un film statunitense del 1996 diretto da Larry Cohen e da Fred Williamson (non accreditato).

## Trama
Marvin Bookman, un piccolo negoziante a Gary assiste ad una sparatoria da una parte di una banda locale, e consegna il numero di targa dell'auto della polizia. Però la banda lo aggredisce e così suo padre John arriva in città per sistemare le cose.